# Papírovej drak
Papírovej drak je album Aleše Brichty, které vyšlo 28. května 2014. Navazuje na sólové Brichtovy desky Růže pro Algernon a Ráno ve dveřích Armády spásy. Hudbu napsal klávesista Zdeněk Vlč, který na albu má sedm skladeb. Jednou skladbou přispěl i kytarista z Aleš Brichta Projectu David Vaněk. Na albu se nachází také tři coververze – „Shane“, „Astrolog“ a „Superhero“. Právě skladba „Superhero“ po vydání alba propagovala v rádiích novou desku.

## Seznam skladeb
| Pořadí | Název                    | Délka |
| ------ | ------------------------ | ----- |
| 1.     | Papírovej drak           |       |
| 2.     | A ty sis ostříhala vlasy |       |
| 3.     | Kriploid                 |       |
| 4.     | Astrolog                 |       |
| 5.     | Ve stínu svíčky          |       |
| 6.     | Nahrdelnik z mušlí       |       |
| 7.     | Překážková dráha         |       |
| 8.     | Shane                    |       |
| 9.     | Půjčovna vrahů           |       |
| 10.    | Plný zuby                |       |
| 11.    | Superhero                |       |
| 12.    | Nejde to nejde           |       |